# Célia Catunda
 Célia Catunda é diretora, escritora e produtora, conhecida pela criação de Gemini 8 (2014) O Show da Luna (2014) e Peixonauta (2009).

## Filmografia

### Televisão
- Rita (1990) - TV Cultura
- O Direito do Trabalhador - Canal Futura
- De Onde Vem? (2001) - TV Escola, Canal Futura, TV Cultura, TV Rá-Tim-Bum, TVE
- Entre Pais e Filhos (2003-2005) - Canal Futura
- Peixonauta (2009-2018) - Discovery Kids , SBT, TV Cultura e TV Brasil, Discovery Familia, Yuppa, ZeeQ[1][2]
- As Aventuras de Teca (2012-presente) - Canal Futura
- As Novas Missões do Peixonauta (2013) - Discovery Kids, Discovery Familia (EUA), Yuppa (Canadá), ZeeQ (India)
- Peixonáuticos (2014) - Discovery Kids
- O Show da Luna (2014) - Discovery Kids, Discovery Familia e Sprout (EUA)
- Gemini 8 (2014) - Disney Channel

### Filmes
- Peixonauta: Agente Secreto da O.S.T.R.A (2012)
- Tarsilinha (2022)

## Obras literárias
- Kika Em "De Onde Vem a Televisão?", em co-autoria com Fernando Salem e Kiko Mistrorigo